# 냉각
냉각(冷卻, 문화어: 랭각, 식힘) 또는 쿨링(cooling)은 보통 더 낮은 온도 및 상변화를 일으키는 열의 제거를 의미한다. 다른 수단을 통해 수행되는 온도 저하 또한 냉각이라고 부른다. 내부 에너지의 전달은 열복사, 열전도, 대류를 통해 발생할 수 있다. 그 예로 다음을 포함한다:

## 장치
- 열교환기
- 자동차의 라디에이터
- 인터쿨러
- 냉각제
- 대형 산업 공장 및 발전소에 사용되는 냉각탑
- 공기조화기술(HVAC)
- 히트파이프
- 히트 싱크
- 산업용 보텍스 튜브
- 펌퍼블 아이스 테크놀로지(Pumpable ice technology)

## 같이 보기
- 냉장